# Château Faugas
Le château Faugas est un château et un domaine viticole situé dans la commune de Gabarnac, dans le département de la Gironde, en France.

## Historique
Les parties les plus anciennes, bâties sur l'emplacement d'un site gallo-romain, datent du XIIIe siècle, époque où le château constituait une maison forte. Au XVIe siècle, les bâtiments ont été restaurés et agrandis. Ils se sont vus ajouter une aile supplémentaire, ainsi qu'un donjon et deux tours d'angle. Par la suite, le château a connu d'autres transformations dont la reconstruction des parties agricoles au XVIIIe siècle. Aujourd'hui, il dresse toujours fièrement ses trois tours et son vieux donjon d'où l'on peut jouir d'un extraordinaire panorama sur cette région vallonnée de la rive droite de la Garonne.

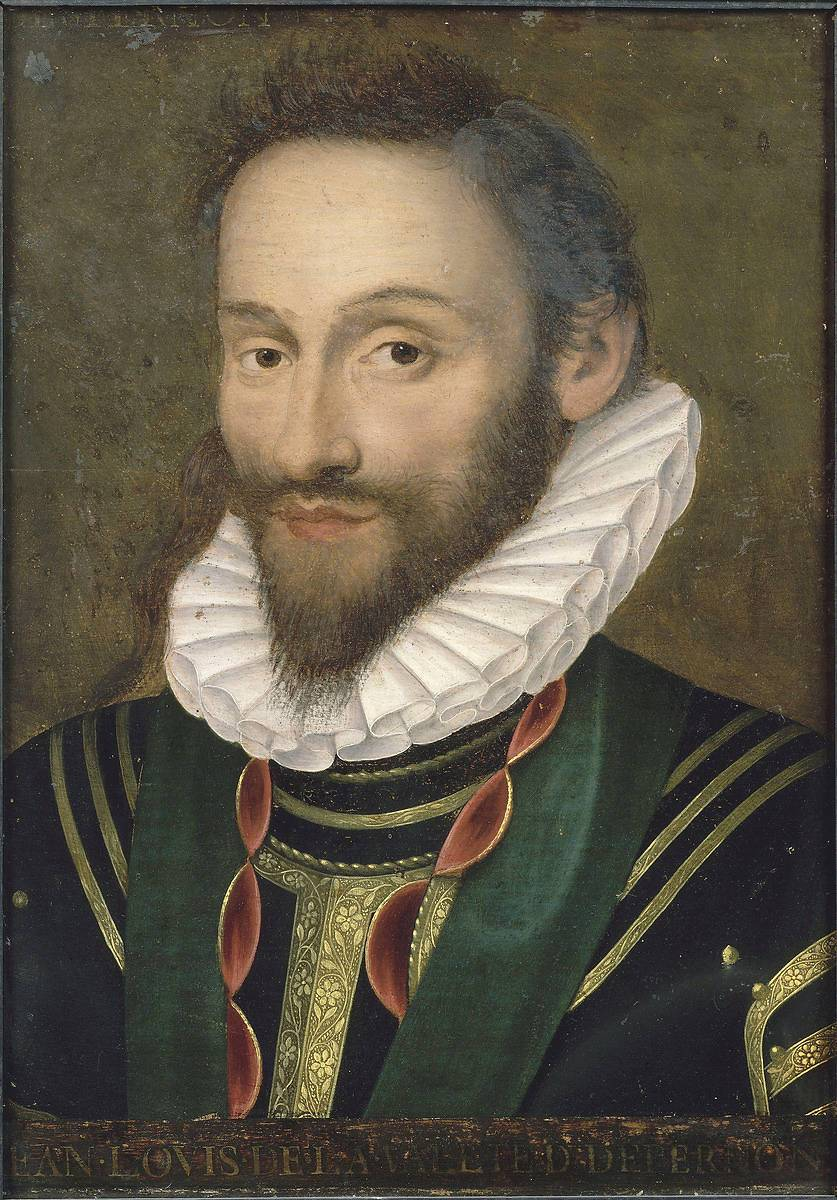
Jean Louis de Nogaret de La Valette, duc d'Épernon.

Au cours de son histoire, le château a appartenu à plusieurs propriétaires dont deux sont entrés dans l'histoire de la Gironde, le duc d'Epernon au XVIIe siècle et le marquis d'Alon au XVIIIe siècle. Après avoir appartenu à la famille des barons de Beausoleil, le domaine passe dans la famille Berckmans qui en est propriétaire depuis près d'un siècle et qui donna un maire à la commune de Gabarnac. L'origine du nom du château remonte à Romain De Phocas.

## Architecture
Le logis initial, rectangulaire, en pierres de taille, paraît dater du XIIIe siècle. L'aile basse a été ajoutée au XVIe siècle comme la tour d'escalier octogonale dont le toit a été arasé pour former une terrasse.
Les bâtiments agricoles dessinent une cour en U devant le château. Un autre bâtiment comporte un petit pigeonnier.
Des tours d'angles, dont une a été détruite, cantonnent les angles.

## Domaine viticole
Le château est entouré d'un domaine viticole d'une superficie de 15 hectares, réparti en 13 hectares de rouge et 2 hectares de blanc. On y cultive des cépages nobles : merlot, cabernet franc, cabernet sauvignon et sémillon. Le Faugas rouge et le Faugas blanc bénéficient de l'appellation premières-côtes-de-bordeaux. À Faugas, se perpétue une longue tradition d'excellence, comme en témoignait déjà le prestigieux guide Feret dès 1874 : « Le château Faugas, admirablement exposé au sud, […] produit l'un des meilleurs vins de la région. »